# Porte des Lilas (film)
Pour les articles homonymes, voir Porte des Lilas (homonymie).
Pour plus de détails, voir Fiche technique et Distribution.
Porte des Lilas est un film français réalisé par René Clair, sorti en 1957.
Il s'agit du seul film tourné par Georges Brassens.

## Synopsis
Pierre Barbier, un repris de justice, accusé de meurtre mais surtout affamé et malade, recherché par la police, a été accueilli par un brave garçon qu'on appelle « L'Artiste », entraînant ainsi un bouleversement important dans l’existence de trois habitants du quartier populaire de la porte des Lilas, situé dans l'Est parisien : en premier lieu, l'Artiste, qui supporte assez mal la présence du bandit qui a décidé de s'installer dans son pavillon, et s'ingénie dès lors à lui procurer des papiers, ensuite Juju, homme nonchalant, alcoolique et désœuvré qui tombe en admiration devant Pierre Barbier, et enfin la petite Maria, qui, devinant un secret, s'introduit chez l'Artiste pour y découvrir Barbier. Celui-ci va lui jouer une sordide comédie qui révolte Juju, amoureux de Maria. Ce dernier va aller jusqu'au crime en tuant celui qui anéantissait ses rêves,.

## Fiche technique
- Titre : Porte des Lilas
- Réalisation : René Clair,
- Assistants de réalisation : Serge Vallin, Michel Wyn
- Adapté du roman La Grande Ceinture de René Fallet (Denoël)
- Scénario et Dialogues : René Clair
- Collaboration au scénario : Jean Aurel
- Décors : Léon Barsacq, assisté d'André Bakst[4] et Jacques Chalvet
- Costumes : Rosine Delamare
- Photographie : Robert Le Febvre
- Son : Antoine Petitjean
- Montage : Louisette Hautecoeur et Arlette Lalande
- Musique : Georges Brassens ; direction musicale, Marc Lanjean
- Scripte : Francine Corteggiani
- Directeur de production : Jacques Planté
- Producteur : René Clair
- Producteur délégué : André Daven
- Production : Filmsonor, Cinetel (it), Seca (Paris), Rizzoli Films (Rome)
- Distribution : Cinédis
- Pays de production :  France
- Langue : français
- Tournage : 3 décembre 1956 au 8 février 1957, studios de Boulogne
- Format : Noir et blanc - 35 mm - 1,37:1 - Mono, système sonore Western Electric - Laboratoire Franay L.T.C Saint-Cloud
- Genre : Comédie dramatique
- Durée : 95 minutes
- Date de sortie : 
  - France : 25 septembre 1957
- Affiches : René Péron (France)

## Distribution
- Pierre Brasseur : Juju, le fils fainéant de Mme Sabatier
- Georges Brassens : l'Artiste, guitariste et chanteur
- Henri Vidal : Pierre Barbier, le repris de justice
- Dany Carrel : Maria, la fille d'Alphonse, le patron du bistrot
- Annette Poivre : Nénette, la sœur de Juju
- Gabrielle Fontan : Mme Sabatier, la mère de Juju et Nénette
- Raymond Bussières : Alphonse, le patron du bistrot, père de Maria
- Amédée : Paulo, un habitué du bistrot
- Alain Bouvette : le copain de Paulo
- Louis Bugette : le brigadier
- Gérard Buhr : un inspecteur
- Albert Michel : l'épicier
- Paul Faivre : le marchand de radios
- Georges Bever : le pharmacien
- Charles Bouillaud : un agent
- Teddy Bilis : le secrétaire au commissariat
- Jean Sylvain : un agent
- Alice Tissot : la concierge
- Joël Monteilhet : un gosse
- Michel Lucas : un gosse
- Édouard Francomme : un habitué du bistrot
- Balpo : un habitué du bistrot
- Jacky Blanchot : un gendarme
- Sylvain Lévignac : l'agent au chien
- Robert Mercier : un habitué du bistrot
- Georges Demas : un agent
- Jacques Marin : l'inspecteur qui enquête sur le vol chez l'épicier
- Paul Préboist
- Georges Aminel
- Georgette Peyron

## Distinctions
- Étoile de Cristal 1958 : meilleur acteur pour Pierre Brasseur

## Autour du film

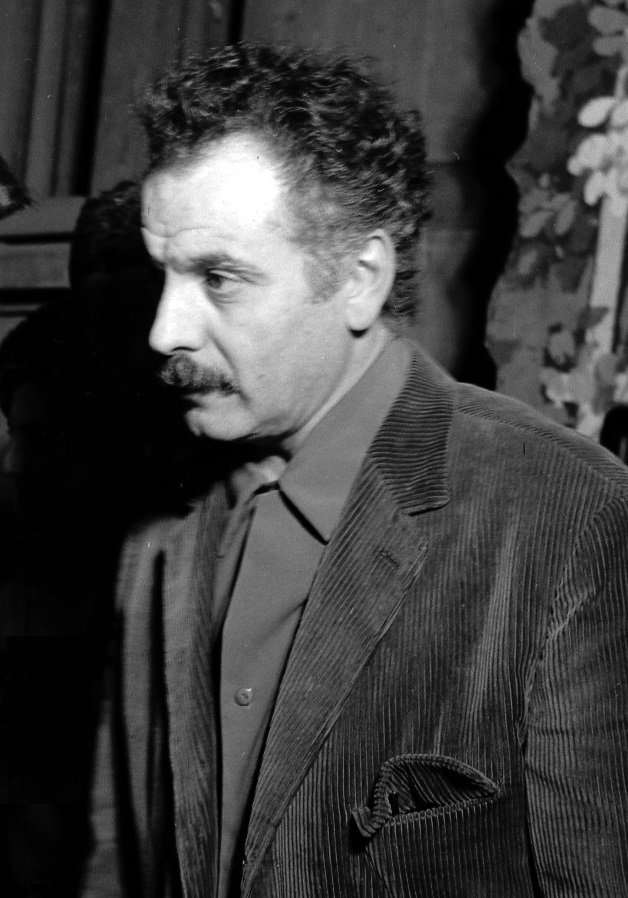
Ce fut l'unique film de Georges Brassens en tant que comédien.

### Titre du film
C'est en voyant passer un bus que le titre du film fut trouvé, comme l'explique René Clair : « Je voulais un titre qui évoque Paris, mais sans comporter le nom de la capitale. J'ai cherché longtemps et c'est finalement l'un de nos amis qui, voyant passer l'autobus Porte des Lilas, m'a proposé ce titre-là. Je l'ai accepté aussitôt. »

### Musique
- Au bois de mon coeur est la chanson que Georges Brassens interprète au début de film. Il interprète également L'amandier.

### Autour des acteurs
C'est à l'acteur Pierre Brasseur que l'auteur compositeur Georges Brassens doit d'avoir eu le rôle de l'artiste. C'est durant cette période et en raison de l'insistance de Brasseur que Pierre Onteniente, secrétaire et homme de confiance de Georges Brassens, reçut le surnom de « Gibraltar ».
Georges Brassens perçut le tournage du film comme une expérience négative qu’il ne souhaitait pas renouveler : « On m'a d'abord prêté une psychologie qui n'est pas la mienne. En me voyant à l'écran, je ne me suis pas tellement reconnu. Et puis dans un studio il fait très chaud et moi j'ai horreur de la chaleur, je me sens un peu perdu. Il y a beaucoup de monde et on crie toujours : « Silence… taisez-vous !… » J'ai travaillé chez Renault : ça ressemble un peu à ça ! Bref, je n'ai rien à faire dans cette galère. D'ailleurs, si je recommençais, je crois que le public m'en voudrait. Il aurait raison : moi, je suis fait pour faire des chansons. » Le chanteur tiendra sa parole car, s'il composa des chansons pour d'autres films, il n'interprètera plus aucun autre rôle au cinéma.

### Lieux de tournage
Toutes les scènes sont tournées aux Studios de Boulogne, le film ne contient donc aucune image ni de la Zone qui existe à l'époque à la porte des Lilas (à l'emplacement du périphérique avant sa construction) ni de la station de métro Porte des Lilas.

## Accueil et critiques
Selon l'anthologie du cinéma Chronique du cinéma, dont le tome 6 est consacré aux années 1950, le réalisateur René Clair a su parfaitement adapter le roman de René Fallet La Grande Ceinture en « remodelant complètement le ton ».
Selon Pierre Barlatier et Martin Monestier, auteurs d'une biographie de Georges Brassens, le film reçoit un très bon accueil de la part du public. Il est présenté à la 28e Mostra de Venise, présidée par René Clair. L'accueil y est, là aussi, très bon, mais cela ne convainc pas Georges Brassens de se lancer dans une carrière d'acteur.

### Distinctions
Simplement nommé à la 30e cérémonie des Oscars (Meilleur film en langue étrangère) et à la 11e cérémonie des British Academy Film Awards (Meilleur film - toutes provenances) en 1958, ce film a obtenu plusieurs récompenses.
- 1957 : grand prix du cinéma français (Paris)
- 1957 : grand prix de l'interprétation française masculine à Pierre Brasseur
- 1958 : prix du meilleur film européen (Copenhague)
- 1958 : prix de la critique cinématographique allemande (Munich)